# Aminu Kano
Aminu Kano   (Kano, 9 d'agost de 1920 - 17 d'abril de 1983) fou un polític musulmà de Nigèria. En els anys 1940 va dirigir un moviment socialista en la part del nord del país en oposició al govern britànic. El Aeroport Internacional Mallam Aminu Kano i el Aminu Kano Teaching Hospital, tots dos en Kano, són anomenats en el seu honor.

## Biografia

### Pre-Independència i primera república
Natural de Kano, va estudiar a la Universitat de Katsina. Va ser mestre d'escola i va arribar a Sokoto, on fou secretari de l'Associació de Mestres. Mentre era a Sokoto va esdevenir membre de la Melmelada'iyyar Mutanen Arewa, una associació cultural de Nigèria del Nord que més tard evolucionarà cap a partit polític i esdevindrà el partit dominant a la Regió del Nord de Nigèria durant la Primera República nigeriana. Tanmateix, el 1950, va dirigir l'escissió d'un grup de joves radicals de la Melmelada'iyyar Mutanen Arewa, i va formar la Unió Progressista dels Nordistes (Northern Elements Progressive Union, NEPU). Notablement, uns quants anys abans, un comerciant igbira, Habib Raji Abdallah havia fundat una organització anomenada Northern Elements Progressive Association (Associació Progressista dels Nordistes) a Kano. L'organització va ser fundada seguint els pensaments polítics nacionalistes de Nnamdi Azikiwe. El 1949, uns quants dels seguidors d'Azikiwe foren empresonats, incloent Abdallah, portant al trencament de l'organització
No obstant això, una nova Unió Progressista dirigida per Aminu Kano i formada de mestres progressistes i alguns radicals intel·lectuals com Magaji Dambatta, Abba Maikwaru i Bello Ijumu van sorgir per omplir qualsevol buit en el radicalisme polític a la regió. Els membres estaven en gran part connectats per la seva oposició a l'estil de govern de l'administració nativa a Nigèria del Nord. El 1951, el partit va disputar escons a les eleccions primàries a Kano, amb força èxit. Tanmateix, amb la formació del Congrés dels Pobles del Nord, Mallam Aminu va començar per fer front a reptes formidables especialment a dues eleccions federals. El 1954, Aminu va perdre l'escó federal enfront de Maitama Sule i el 1956, no va aconseguir prou vots per guanyar un seient a l'Assemblea Regional del Nord. No va ser fins a les eleccions parlamentàries de 1959 que va tenir èxit obtenint un escó regional. Va guanyar l'escó de Kano East com a candidat de NEPU, el qual era ja en aliança amb el Consell Nacional de Nigèria i els Cameruns. A la Cambra Federal de Representants, va ser el diputat flagell del govern.
Després que la primera república va ser liquidada per un cop militar. Aminu Kano va servir en el govern militar del General Yakubu Gowon com a comissari federal de salut.

## Segona república
Després 12 anys, el govern militar va aixecar la seva proscripció de partits polítics el setembre de 1978. En els mesos següents es van formar cinc nous partits: el Partit Popular Nigerià, el Partit d'Unitat de Nigèria i tres altres. Entre ells el Partit Popular de Redempció, dirigit per Aminu Kano, Sam Ikoku, i Edward Ikem Okeke. El partit recolzava un marc populista i va gaudir del suport de dirigents sindicals prominents com Michael Imoudu. El 1979, el partit va presentar Aminu Kano com el seu candidat a la presidència però no va tenir prou vots per guanyar. No obstant això, el partit va aconseguir dos llocs al govern.

## Idees reformistes
Aminu Kano va fundar la Unió Progressista dels Nordistes com a plataforma política per desafiar les autocràtiques i feudals accions del govern nadiu al Nord. Va dirigir els seus atacs a les elits governants incloent els emirs que eren majoritàriament fulanis. El potencial de la seva plataforma es va enfortir en part a causa del seu historial: el seu pare era un Alkali a Kano que venia d'un llinatge de clergues islàmics; Aminu Kano també tenia idees islàmiques com l'equitat. Molts talakawas (poble senzill) a Kano es van alinear darrere del seu missatge i la seva estatura política van créixer pel suport dels comuns de Kano i petits comerciants emigrats a la zona. Molts dels comerciants van acabar al NEPU. Volia crear una societat nigeriana del Nord igualitària.
Una altra idea important seva en la primera república fou el final dels partits sobre la base de l'etnicitat. La idea fou ben rebuda pels seus nous seguidors, petits comerciants i artesans a les ciutats. També proposava un sistema fiscal que afavoria impostos forts als rics en la regió i era notablement un dels pocs polítics nigerians davanters que van donar suport drets iguals per dones.
Mallam Aminu Kano fou un polític respectat a Nigèria del Nord. Va simbolitzar la democratització, l'empoderament de les dones i la llibertat de discurs.